# 관 속의 드라큐라
"관 속의 드라큐라"는 1982년에 개봉한 대한민국의 공포 영화이다.

## 출연진
- 강용석 : 장중한 역
- 켄 크리스토프
- 박지훈 : 박철환 역
- 박양례 : 김성혜 역
- 킴버리 후드
- 박암
- 문태선
- 김지영
- 나갑성
- 서평석
- 임인업
- 장인한 : 중년 남 역